# Nicholas Kazan
Nicholas Kazan (New York, 15 settembre 1945) è uno sceneggiatore, drammaturgo e produttore cinematografico statunitense, cimentatosi anche da regista.

## Biografia
È figlio del regista Elia Kazan e della sua prima moglie, Molly Kazan. Nel 1991 è stato candidato all'Oscar per la miglior sceneggiatura per il film Il mistero Von Bulow, e ha debuttato nella regia cinematografica nel 1994, con il film Incubo d'amore. 
Ha scritto le sceneggiature di film come A distanza ravvicinata, L'impero del crimine, L'uomo bicentenario e Via dall'incubo.
Dal 1983 è sposato con la sceneggiatrice e regista Robin Swicord e ha due figli. Una delle figlie, Zoe, è attrice.

## Filmografia

### Sceneggiatore
- Frances (1982)
- Impulse (1984)
- A distanza ravvicinata (At Close Range, 1986)
- Patty, la vera storia di Patricia Hearst (Patty Hearst, 1998)
- Il mistero Von Bulow (Reversal of Fortune, 1990)
- L'impero del crimine (Mobsters, 1991)
- Incubo d'amore (Dream Lover, 1994)
- Matilda 6 mitica (Matilda, 1996)
- Il tocco del male (Fallen, 1998)
- Homegrown - I piantasoldi (Homegrown, 1998)
- L'uomo bicentenario (Bicentennial Man, 1999)
- Via dall'incubo (Enough, 2002)
- Una doppia verità (The Whole Truth), regia di Courtney Hunt (2016)

### Regista
- Incubo d'amore (Dream Lover, 1994)

### Produttore
- Il mistero Von Bulow (Reversal of Fortune, 1990)
- Matilda 6 mitica (Matilda, 1996)
- Il tocco del male (Fallen, 1998)